# 拉哈普 (堪薩斯州)
拉哈普（英語：La Harpe）是一個位於美國堪薩斯州艾倫縣的城市。

## 地方資料
根據2010年美國人口普查的數據，拉哈普的面積為2.08平方千米，當中陸地面積為2.08平方千米，而水域面積為0.00平方千米。當地共有人口578人，而人口密度為每平方千米277.88人。